# Џон Вотсон (психолог)
Џон Вотсон (Травелерс Рест, 9. јануар 1878 — Вудбери Сентер, 25. септембар 1958) je био амерички психолог и утемељивач психологије понашања (бихевиорална психологија). Рођен је 1878. године у Јужној Каролини. Школовао се на Универзитету Фурман, Универзитету у Чикагу и Универзитету Џонс Хопкинс. Имао је два брака: с Мери Икс, с којом је имао двоје деце, и с колегиницом Розалин Рајнер се оженио (1921. године), с којом није имао деце. Вотсон се сматра за једног он најистакнутијих психолога 20. века. Путем свог приступа бихевиоризму, спровео је истраживање о понашању животиња и одгајању деце. Поред експеримента о малом Алберту, спровео је и експеримент Керплунк. Био је уредник Психолошког прегледа од 1910. до 1915 год.
Вотсон је успоставио психолошку школу. Он је допринео напретку у психолошкој дисциплини кроз своје обраћање на Универзитету Колумбија из 1913. године, под насловом Психологија како је виде бихевиористи. Кроз свој бихевиористички приступ, Вотсон је спровео истраживање о понашању животиња, васпитању деце и рекламирању, као и своје контроверзне експерименте „Мали Алберт” и Керплунк. Он је био уредник Психолошког прегледа од 1910. до 1915. године. Једна анкета часописа Review of General Psychology, објављена 2002. године, рангирала је Вотсона као 17. најцитиранијег психолога 20. века.

## Биографија

### Младост
Џон Бродус Вотсон је рођен у Травелерс Ресту у Јужној Каролини 9. јануара 1878. године. Његов отац, Пикенс Батлер Вотсон, био је алкохоличар и напустио је породицу да би живео са две Индијке када је Џон имао 13 година — преступ који му никада није опростио. Његова мајка, Ема Кесија Вотсон (рођена Роу), била је веома религиозна жена која се придржавала забрана пијанства, пушења и плесања, дајући свом сину име Џон по истакнутом баптистичком свештенику у нади да ће му то помоћи да прими позив да проповеда Јеванђеље. Одгајајући га, подвргла је Ватсона оштрој религиозној обуци која га је касније навела да развије доживотну антипатију према свим облицима религије и да постане атеиста.
У покушају да побегне од сиромаштва, Вотсонова мајка је продала њихову фарму и довела Вотсона у Гринвил, у Јужној Каролини, како би му пружила боље шансе за успех. Прелазак са изоловане, руралне локације у велику урбану средину Гринвила показао се важним за Вотсона, пружајући му прилику да искуси различите типове људи, које је користио да негује своје теорије о психологији. Међутим, иницијална транзиција би била тегобна за Вотсона, услед његових недовљно развијених друштвених вештина.

### Брак и деца
Вотсон се оженио са Мери Ајкс, сестром политичара Харолда Л. Ајкса, док је био на постдипломским студијама. Они су имали двоје деце, такође по имену Џон и Мери Ајкс Вотсон. Њихова ћерка је покушала самоубиство касније у животу.
Млада Мери и њен муж, Пол Хартли, имали су ћерку Мариет Хартли, која је патила од психолошких проблема које је приписивала томе што је одгајана према теоријама свог деде.
Вотсонова супруга је касније затражила развод због његове сталне афере са његовом студенткињом Розали Рејнер (1898–1935). Претресајући Рејнерину спаваћу собу, Мери је открила љубавна писма која је Вотсон писао својој љубавници. Ова афера је постала вест на насловној страни током бракоразводног поступка у балтиморским новинама. Публицитет би резултирао тиме да Универзитет Џонс Хопкинс замоли Ватсона да напусти своју факултетску позицију у октобру 1920. године.
Године 1920, након окончања развода, Вотсон и Рејнер су се венчали у Њу Џерзију, и имали су два сина, Вилијама Рејнера Вотсона (1921) и Џејмса Бродуса Вотсона (1924), који су одгајани са бихевиористичким принципима које је Џон заступао током своје каријера. Пар је остао заједно до Рејнерове смрти у њеној 36. години 1935. године. Баш као и њихова полусестра, оба сина су касније покушала самоубиство, а Вилијам се убио 1954. године.

## Психологија понашања
Вотсон је 1913. објавио дело Психологија, у којем је представио главне одлике своје нове филозофије, психологије назване бихевиоризам, чији је главни циљ предвиђање и контрола понашања. Психолози понашања користе експерименталну методу да утврде како одређене промене утичу на посматрано понашање у одређеној ситуацији; сматрају да се у научном истраживању може користити само видљиво понашање, те да би психологија требало да даје тумачења заснована на јавно прикупљеним подацима, који могу бити поновљени.

## Истраживачки рад
Вотсон је проучавао емоције. Сматрао је да су само три емоције урођене: страх, бес и љубав. По њему постоје само два стимулуса која изазивају безусловни страх: изненадна бука и губитак физичког ослонца. Бес се јавља када су деца физички ограничена. Своју књигу Психолошка страна неге одојчади и деце објавио је 1928. године, непосредно пре него што извршава самоубиство, опчињен идејом о "Свемоћном Велепоштованом Фјодору", о коме је, према сведочењу своје тадашње супруге, непрекидно бунцао у ноћи своје трагичне смрти. Истицао је неговање и васпитавање деце као веома важно, стога родитељи имају велику одговорност јер бирају окружење у ће им деца одрастати.

## Изабрана дела
- 1907. "Kinaesthetic and Organic Sensations: Their Role in the Reactions of the White rat to the Maze."[18]
- 1908. "The Behavior of Noddy and Sooty Terns."[19]
- 1913. "Psychology as the Behaviorist Views It."[3]
- 1914. Behavior: An Introduction to Comparative Psychology.[20]
- 1915. "Recent experiments with homing birds."
- 1920. "Conditioned emotional reactions," with Rosalie Rayner. — the Little Albert study.[21]
- 1921. "Studies in Infant Psychology," with Rosalie Rayner.[22]
- 1924. Behaviorism.[23][24]
- 1928. Psychological Care of Infant and Child.[25]
- 1936. "John Broadus Watson." — autobiography[26]

## Достигнућа и награде
- Године 1915. постаје председник Америчког удружења психолога
- Године 1919. објављује Психологију са становишта понашања
- Године 1925. објављује Бихевиоризам
- Године 1928. објављује Психолошка страна неге одојчади и деце
- Године 1957. добио је златну медаљу од Америчког удружења психолошког удружења за доприносе психологији
- Супруга Розалин је умрла 1935, а он 1958. године, у америчкој савезној држави Конектикат.